# Kommission E
Die Kommission E bezeichnet eine selbstständige wissenschaftliche Sachverständigenkommission für pflanzliche Arzneimittel des ehemaligen Bundesgesundheitsamtes (BGA) und des heutigen Bundesinstituts für Arzneimittel und Medizinprodukte (BfArM) in Deutschland. Diese Kommission berät das Bundesinstitut für Arzneimittel und Medizinprodukte in der Regel bei der Registrierung von traditionellen Arzneimitteln und von Arzneimitteln der besonderen Therapierichtungen.  

## Aufgabe und Geschichte
In den Jahren von 1978 (Inkrafttreten des neuen Arzneimittelgesetzes) bis 1994 bestand die Aufgabe der Kommission E darin, wissenschaftliches und erfahrungsheilkundliches (empirisches) Material zu erwünschten und unerwünschten Wirkungen pflanzlicher Arzneimittel und der in ihnen verwendeten Arzneidrogen zu erfassen und zu bewerten. Daraus wurden die bis heute gültigen Monografien erstellt, die als Grundlage für die Neuzulassung und Nachzulassung pflanzlicher Arzneimittel gelten und die im Bundesanzeiger veröffentlicht worden sind. Die Kommission bearbeitete insgesamt etwa 380 Drogen. 186 Drogen und 66 Drogenkombinationen bekamen eine so genannte „Positivmonographie“; „Hersteller pflanzlicher Arzneimittel konnten dann die  ‚Positivmonographie‘ für eine Nachzulassung bzw. Neuzulassung nutzen“, heißt es auf der Internetseite der Kooperation Phytopharmaka.  118 Drogen und acht Drogenkombinationen hätten ein ungünstiges Nutzen-Risiko-Verhältnis aufgewiesen und seien mit einer Negativmonografie versehen worden. Mittlerweile sei die Kommission E eine Zulassungskommission beim Bundesamt für Arzneimittel und Medizinprodukte mit beratender Funktion.
Heute arbeiten die nationalen Behörden bei der Zulassung von Pflanzenpräparaten darüber hinaus eng mit der Europäischen Arzneimittelagentur (EMA), und dort insbesondere mit dem Ausschuss für pflanzliche Arzneimittel (Committee for Herbal Medicinal Products; HMPC), zusammen. Außerdem liefern die European Scientific Cooperative on Phytotherapy (ESCOP), also der Dachverband vieler nationaler Gesellschaften für Phytotherapie, und  die Weltgesundheitsorganisation (WHO) wichtige wissenschaftliche Beiträge für die Zulassung von Heilpflanzen als Arzneimittel. 
In der interdisziplinär zusammengesetzten Kommission E sitzen Sachverständige mit besonderen Kenntnissen der wissenschaftlichen oder praktischen Phytotherapie. Die Kommission umfasst Experten für:
- Pharmazeutische Biologie
- Medizin (Ärzte)
- Naturheilkunde
- Pharmakologie
- Toxikologie

Die Mitglieder der Kommission E werden alle drei Jahre neu berufen.

## Bekannte Mitglieder
- Karin Kraft, Professorin für Naturheilkunde, Rostock
- Heinz Schilcher († 2015), Professor für Pharmazeutische Biologie, Marburg und Berlin
- Bernhard Uehleke, Professor für Phytopharmakologie und Phytotherapie, Berlin
- Rudolf Fritz Weiss († 1991), Professor für Phytotherapie, Berlin und Tübingen
- Max Wichtl († 2019), emerit. Professor für Pharmakognosie, Marburg